# Shrouded Divine
Shrouded Divine – pierwszy album studyjny szwedzkiego zespołu In Mourning, wydany przez Aftermath Music 2 stycznia 2008 r. Płyta została nagrana w sierpniu 2007 r. w Black Lounge Studio (Avesta, Szwecja). Projekt graficzny albumu opracował Mattias Lindström. Płyta ukazała się również w limitowanej edycji digipack. 
W listopadzie 2009 r., nakładem włoskiej wytwórni Kolony Records, ma ukazać się limitowana reedycja Shrouded Divine na płycie winylowej z nowym opracowaniem graficznym.

## Lista utworów
Wszystkie utwory napisane przez Tobiasa Netzella i In Mourning.
1. The Shrouded Divine - 07:11
2. Amnesia - 03:35
3. In The Failing Hour - 04:22
4. By Others Considered - 06:24
5. Grind Denial - 04:28
6. The Art Of A Mourning Kind - 05:29
7. The Black Lodge - 08:13
8. Past October Skies (The Black Lodge Revisited) - 06:33

## Twórcy
- Tobias Netzell - gitara, wokal
- Björn Pettersson - gitara
- Tim Nedergård - gitara
- Pierre Stam - bas
- Christian Netzell - perkusja